# 贵州榕
贵州榕（学名：Ficus guizhouensis）是桑科榕属的植物，是中国的特有植物。分布于中国大陆的贵州、云南等地，生长于海拔500米至650米的地区，多生在石灰岩山地，目前已由人工引种栽培。